# Prywatne Gimnazjum Polskie im. Platerów w Dyneburgu
Prywatne Gimnazjum Polskie im. Emilii i Leona Platerów w Dyneburgu – polska szkoła średnia istniejąca w Dyneburgu na Łotwie w latach 1920–1945, jedna z trzech tego typu placówek w przedwojennej Łotwie. 

## Historia
Założycielem i pierwszym dyrektorem powstałego jesienią 1920 gimnazjum był Kazimierz Próchnik. U progu lat 20. szkoła składała się z dwóch klas, których liczbę po roku zwiększono do trzech. Łącznie w roku 1921/1922 naukę w gimnazjum pobierało 57 uczniów. 
W 1921 szkołę przejęło państwo łotewskie przekształcając ją w Państwowe Gimnazjum Polskie. Funkcję dyrektora przejął mianowany przez rząd Łotwy Jan Mączyński. Kadra nauczycielska składała się z 11 nauczycieli (2 Łotyszów i 9 Polaków).